# دانيال ويبر (لاعب كرة قدم)
دانيال ويبر (بالألمانية: Daniel Weber)‏ (27 فبراير 1990 بفيينا في النمسا - ) هو لاعب كرة قدم نمساوي في مركز الهجوم.

## وصلات خارجية
- دانيال ويبر على موقع قاعدة بيانات كرة القدم.إي يو (الإنجليزية)
- دانيال ويبر على موقع عالم كرة القدم.نت (الإنجليزية)